# Mike Mularkey
Michael Rene Mularkey (Miami, 19 novembre 1961) è un ex giocatore di football americano e allenatore di football americano statunitense nella National Football League (NFL).

## Carriera da giocatore
Al draft NFL del 1983 è stato selezionato alla 229ª scelta dai San Francisco 49ers, ma prima di scendere in campo è stato svincolato. Ha firmato così con i Minnesota Vikings, è rimasto con loro fino alla stagione 1988 giocando 75 partite. Nel 1989 ha firmato con i Pittsburgh Steelers giocandovi le ultime tre annate della carriera.

## Carriera da allenatore
Nelle stagioni 1994 e 1995 ha iniziato la sua carriera in panchina con i Tampa Bay Buccaneers come allenatore dei tight end. Passa agli Steelers dal 1996 al 1999 sempre con la stessa mansione, dopo di che nel 2001 viene nominato coordinatore offensivo.
Nel 2004 Mularkey viene assunto dai Buffalo Bills come capo-allenatore, chiudendo la stagione con il record di 9 vittorie e 7 sconfitte. Nella seguente scende a 5 vittorie e 11 sconfitte, venendo licenziato.
Nel 2006 passa ai Miami Dolphins come coordinatore offensivo poi nell'anno successivo diventa allenatore dei tight end. Dopo tre anni come coordinatore offensivo degli Atlanta Falcons, il 10 gennaio 2012 è passato ai Jacksonville Jaguars come allenatore capo venendo licenziato dopo una sola stagione terminata con un record di 2-14, il peggiore della lega insieme ai Kansas City Chiefs.
Il 22 gennaio 2014, Whisenhunt viene assunto come allenatore dei tight end dei Tennessee Titans. Il 3 novembre 2015 viene promosso capo-allenatore ad interim dopo il licenziamento di Ken Whisenhunt che aveva iniziato la stagione con un record di 1-6. A fine anno fu confermato allenatore per le annate successive.  
Nel 2017 Mularkey riportò i Titans ai playoff dopo nove stagioni di assenza. Nel primo turno la squadra batté in rimonta i Kansas City Chiefs ma fu eliminata nel turno successivo dai New England Patriots campioni in carica. Al termine della stagione, club e allenatore decisero consensualmente di separarsi.